# Estación Gobernador Piedrabuena
La Estación Gobernador Piedrabuena es una estación de ferrocarril ubicada en Gobernador Piedrabuena, Tucumán, Argentina. Forma parte del Ramal C8 del Ferrocarril Belgrano, que une Rosario de la Frontera con Las Cejas.

## Servicios
La estación fue inaugurada en 1909, siendo cerrada durante los años 70 al cesar sus operaciones del ramal C8 del Ferrocarril Belgrano. Con el paso del tiempo, el edificio de la estación fue ocupado. En 2018 comenzaron las obras para rehabilitar el transporte de cargas en este ramal, concluyendo en 2022 en esta estación. Actualmente no presta servicios de pasajeros, solamente transporte de cargas. Sus vías e instalaciones están a cargo de Trenes Argentinos Cargas.